# 上網學習支援計劃
「上網學習支援計劃」由行政長官曾蔭權於2009年10月的施政報告中提出，原計劃於2011年9月新學年推行，由政府向領取綜援家庭的學生派發每年1300元「電腦及上網津貼」，並由指定機構提供服務。
2011年4月18日，葛輝向立法會去信，指出其辭職涉及公眾利益，與政府操守問題有關，並非「私人理由」。5月10日，葛輝再度去信立法會資訊科技及廣播事務委員會主席黃毓民，指被商務及經濟發展局拒絕他向委員會講述事件。
2011年5月26日，葛輝向資訊科技及廣播事務委員會提交13頁的信件，披露事件詳情。指2010年獲撥款2億2000萬元的「上網學習支援計劃」招標程序不公平，遴選過程有「政治任務」。他並指出受到其上司曾俊華、謝曼怡及劉吳惠蘭的壓力，要求他把合約批予與民建聯關係密切的互聯網專業協會屬下的信息共融基金會；最終計劃一分為二，由信息共融基金會及社會服務聯會分地區進行。5月27日，黃毓民將信件公開。
2011年6月7日，立法會資訊科技及廣播事務委員會召開特別會議，討論計劃的遴選程序，葛輝及謝曼怡皆有出席。

## 資料來源
1. ↑  CB(1)2299/10-11(01) 葛輝先生於2011年5月26日就上網學習支援計劃提交的文件	 （页面存档备份，存于） 立法會，2011年5月27日
2. ↑  葛輝：遴選過程有政治干預 謝曼怡否認 （页面存档备份，存于） 香港電台，2011年6月7日